# Physical Electricity Index
Der Physical Electricity Index (kurz: Phelix) ist der Stromindex (Börsenindex für den Handel mit Produkten des Grunderzeugnisses elektrische Energie) für das Marktgebiet Deutschland und Österreich an der Strombörse European Power Exchange (EPEX SPOT) in Paris. Mit anderen Worten stellt er den Durchschnittswert (Preisindex) der an der EPEX Spot gehandelten Spotmarktprodukte dar.

## Grundlagen
Der Physical Electricity Index bildet den Durchschnitt der gehandelten Stundenkontrakte eines Tages ab und ist maßgeblicher Basiswert („underlying“) für die finanziellen Termingeschäfte. Er trägt wesentlich zur Preisbildung am Terminmarkt bei. Er kann als Phelix-Baseload (Grundlast), Phelix-Peakload (Spitzenlast) oder Phelix-Off-Peak (Schwachlast) abgebildet werden. Off-Peak wurde an der EEX nachträglich am 1. September 2010 als Produkt eingeführt, allerdings mit nur mäßiger Marktakzeptanz und derzeit (2012) noch bescheidenen Handelsvolumina bzw. Verfügbarkeit. Ein Phelix Monat spiegelt die monatlichen Durchschnittspreise wider.
Der Phelix wurde 2001 von der EEX als Referenzindex eingeführt. Dies war die Voraussetzung und der Startschuss für den börslichen und außerbörslichen Handel mit finanziellen Stromderivaten, so dass mit finanziellen Produkten, die aus physischen Spotmarktprodukten abgeleitet werden, gehandelt werden kann.
Es können unterschiedlich lange Lieferperioden gehandelt werden: Phelix-Futures für die aktuelle Woche, die nächsten vier Wochen, den aktuellen Monat, über die nächsten neun Monate, für elf Quartale oder sechs Jahre, wobei die jeweils größten Volumina üblicherweise in den ersten drei Fälligkeiten handelbar sind. Sie können in der Form von Off-Peak-Kontrakten auch als Monats-, Quartals- und Jahresfutures gehandelt werden. Phelix-Futures sind finanzielle Futures (finanzielle Erfüllung) und werden über einen Barausgleich erfüllt. Kontraktgröße ist 1 MW pro Stunde der Lieferperiode (Jahres-Future also 8760 MWh). Phelix-Futures sind standardisierte Termingeschäfte bezüglich Volumen, Lieferort, Lieferperiode, Qualität und finanzieller Abwicklung. Auch Phelix-Future-Optionen können gehandelt werden.